# Placówka Straży Granicznej w Korbielowie
Placówka Straży Granicznej w Korbielowie – zlikwidowana graniczna jednostka organizacyjna Straży Granicznej realizująca zadania w ochronie granicy państwowej z Republiką Słowacką.

## Formowanie i zmiany organizacyjne
Placówka Straży Granicznej w Korbielowie (Placówka SG w Korbielowie) z siedzibą w Korbielowie została powołana 24 sierpnia 2005 Ustawą z 22 kwietnia 2005 O zmianie ustawy o Straży Granicznej..., w strukturach Karpackiego Oddziału Straży Granicznej w Nowym Sączu z przemianowania dotychczas funkcjonującej Granicznej Placówki Kontrolnej Straży Granicznej w Korbielowie (GPK SG w Korbielowie). Znacznie rozszerzono także uprawnienia komendantów, m.in. w zakresie działań podejmowanych wobec cudzoziemców przebywających na terytorium RP.
W związku z reorganizacją Karpackiego Oddziału Straży Granicznej, związaną z realizacją przez Straż Graniczną nowych zadań, po włączeniu Polski do strefy Schengen (zniesienie kontroli granicznej i odstąpienie od konieczności fizycznej ochrony granicy państwowej), obszar działania uległ przesunięciu w głąb kraju, Placówka Straży Granicznej w Korbielowie 15 stycznia 2008 została rozformowania. Zadania zlikwidowanej placówki przejęła Placówka Straży Granicznej w Żywcu (Placówka SG w Żywcu), która przejęła do ochrony odcinek granicy dotychczas ochraniany przez placówki Straży Granicznej w Korbielowie i Zwardoniu.

## Ochrona granicy

### Podległe przejścia graniczne
Stan z 21 grudnia 2007
- Korbielów-Oravská Polhora – do 21.12.2007
- Pilsko-Pilsko – do 21.12.2007
- Ujsoły-Novoť – do 21.12.2007.

### Placówki sąsiednie
- Placówka SG w Lipnicy Wielkiej ⇔ Placówka SG w Zwardoniu.

## Komendanci placówki
- mjr SG/ppłk SG Jan Słowik (był 16.11.2006)[3].